# Cleonice Berardinelli
Cleonice Seroa da Mota Berardinelli (28. srpna 1916 Rio de Janeiro – 31. ledna 2023) byla brazilská filoložka, členka Brazilské akademie věd (ABL) a vysokoškolská pedagožka, věnující se na akademické úrovni studiu portugalsky psané literatury.

## Životopis
Studovala pod vedením Fidelina de Figueiredy.
Byla emeritní profesorkou Federální univerzity v Rio de Janeiru a Pontifikální katolické univerzity v Riu de Janeiro, v jejíž oblasti zájmu leží především brazilský básník Fernando Pessoa nebo autor slavných Lusovců Luís de Camões.